# Roman Hájek (herec)
Roman Hájek (* 9. ledna 1960 Praha) je český herec.

## Filmografie (výběr)

### Film a televize
- 1980 Arabela
- 1984 Až do konce
- 1985 Boj o Moskvu
- 1985 Mravenci nesou smrt
- 1985 Podfuk
- 1986 Cesta za hvězdným prachem (TV film)
- 1986 Modrá zelená zóna (TV film)
- 1988 Learning Secret
- 1988 Chlapci a chlapi
- 1989 Putování po Blažených ostrovech (TV film)
- 1993 Kaspar Hauser

## Dabing

### Filmy
- 1990 Nástrahy velkoměsta
- 1995 Čtyři svatby a jeden pohřeb
- 1999 Asterix a Obelix
- 2001 Asterix a Obelix: Mise Kleopatra
- 2010 Tomáš a přátelé: Záchrana z mlžného ostrova

### Seriály
- 1995 Příběhy Alfreda Hitchcocka
- 1996 Želvy Ninja
- 1997 Walker, Texas Ranger
- 1998 Willy Fog na cestě za dobrodružstvím
- 1999 Červený trpaslík
- 2009 - 2011 Požárník Sam
- 2011 – 2019 Lokomotiva Tomáš
- 2015 Volejte Saulovi